# 上炉辽墓
上炉辽墓，位于中国河北省唐山市沙河驿镇上炉村，为唐山市迁安市的一个省级文物保护单位，类型为古墓葬，公布时间为2001年2月7日。
上炉辽墓的历史年代为辽代。